# گونسالو ایناسیو
گونسالو ایناسیو (انگلیسی: Gonçalo Inácio؛ زادهٔ ۲۵ اوت ۲۰۰۱) بازیکن فوتبال اهل پرتغال است.
وی همچنین در تیم‌های ملی فوتبال زیر ۱۷ سال پرتغال، زیر ۱۸ سال پرتغال، زیر ۱۹ سال پرتغال، زیر ۲۰ سال پرتغال، و زیر ۲۱ سال پرتغال بازی کرده‌است.

## زندگی شخصی
ایناسیو در آلمادا، ناحیه ستوبال در پرتغال به دنیا آمد.